# Pehuenioperla llaima
Pehuenioperla llaima is een steenvlieg uit de familie Gripopterygidae. De wetenschappelijke naam van de soort is voor het eerst geldig gepubliceerd in 2009 door Vera.